# Glandularia araucana
Glandularia araucana là một loài thực vật có hoa trong họ Cỏ roi ngựa. Loài này được (Phil.) Botta mô tả khoa học đầu tiên năm 1993.